# ICESat-2
ICESat-2 (Ice, Cloud, and Land Elevation Satellite-2)は、アメリカ航空宇宙局(NASA)が開発・運用する地球観測衛星。レーザー高度計（ライダー）を搭載し、地球温暖化と海面上昇の進行を予測する上で重要な指標となる極地の氷床と海氷を観測する。同時に雲とエアロゾルの鉛直構造、海面の水準変動、土地の標高および植生に関するデータをも収集する。2003年から2009年にかけて観測を行ったICESatの後継機として、2018年9月15日に打ち上げられた
。

## 概要
ICESat-2は全米研究評議会(NRC)が2007年にNASAに勧告した今後10年の打ち上げるべき地球観測衛星のうち、フェーズ1として選定された4基のうち1基である。
ICESat-2の目的は気候変動の研究上重要なデータを残したICESatのミッションを引き継ぐことであり、極圏の氷の変化を継続的に観測し、その質量収支を明らかにするとともに、海面レベルの上昇に対する関連性を見積もる。さらに地球全球における植生の樹高データを収集してバイオマスの総量を把握することにより、気候変動に関わる植物の炭素循環の研究にも寄与する。衛星は回帰日数91日の近極軌道を周回して観測を行うことで、3ヵ月ごとに地球全球の標高データを更新する。
ICESat-2はシングルビームのライダーを搭載したICESatの設計を全面的に改め、観測機器としてマルチビームライダーのATLASを搭載し、衛星プラットフォームにはより大型のLEOStar-3バスを使用する。レーザーの多重化と送出パルスの高速化によって高密度のサンプリングを行い、急勾配かつ荒れた地形における高度データの精度を向上させることが可能となる。ミッション期間は3年以上が予定され、スラスタの燃料は7年分を搭載する。衛星の運用管理はゴダード宇宙飛行センターが担当。衛星の製造には オービタル・サイエンシズ（その後オービタルATKを経て現在はノースロップ・グラマン・イノベーション・システムズ）が主契約社として2011年に選定された。
当初は2015年打ち上げの構想であったが、観測機器の開発難航により、2014年4月の時点でNASAは打上げが2016年～2018年へ遅れる見解を示した
。
コストも当初見積もりを大幅に超え、2018年のアメリカ会計検査院報告で10億6300万ドルに達している
。

## 打ち上げと観測運用
2018年6月にヴァンデンバーグ空軍基地に到着した衛星は、搭載レーザー装置の最終地上テストにパスし
、
同年9月15日に同基地の第2発射施設よりユナイテッド・ローンチ・アライアンス社のデルタ IIロケットによって打ち上げに成功。またピギーバック衛星としてカリフォルニア大学ロサンゼルス校が製作したELFINなど4基のCubeSatも同時に周回軌道へ運ばれた。なおデルタIIはすでに生産を終了しており、この打ち上げがデルタIIロケットの155回目にして最後の飛行となった。
ICESat-2は10月3日に南極大陸において最初の高度測定に成功。その後、各種調整を経て観測運用に入った。取得されたデータはアメリカ雪氷データセンター(NSIDC)のサイトを通じて2019年5月28日より一般に公開され、ダウンロード可能となっている。

## 観測機器

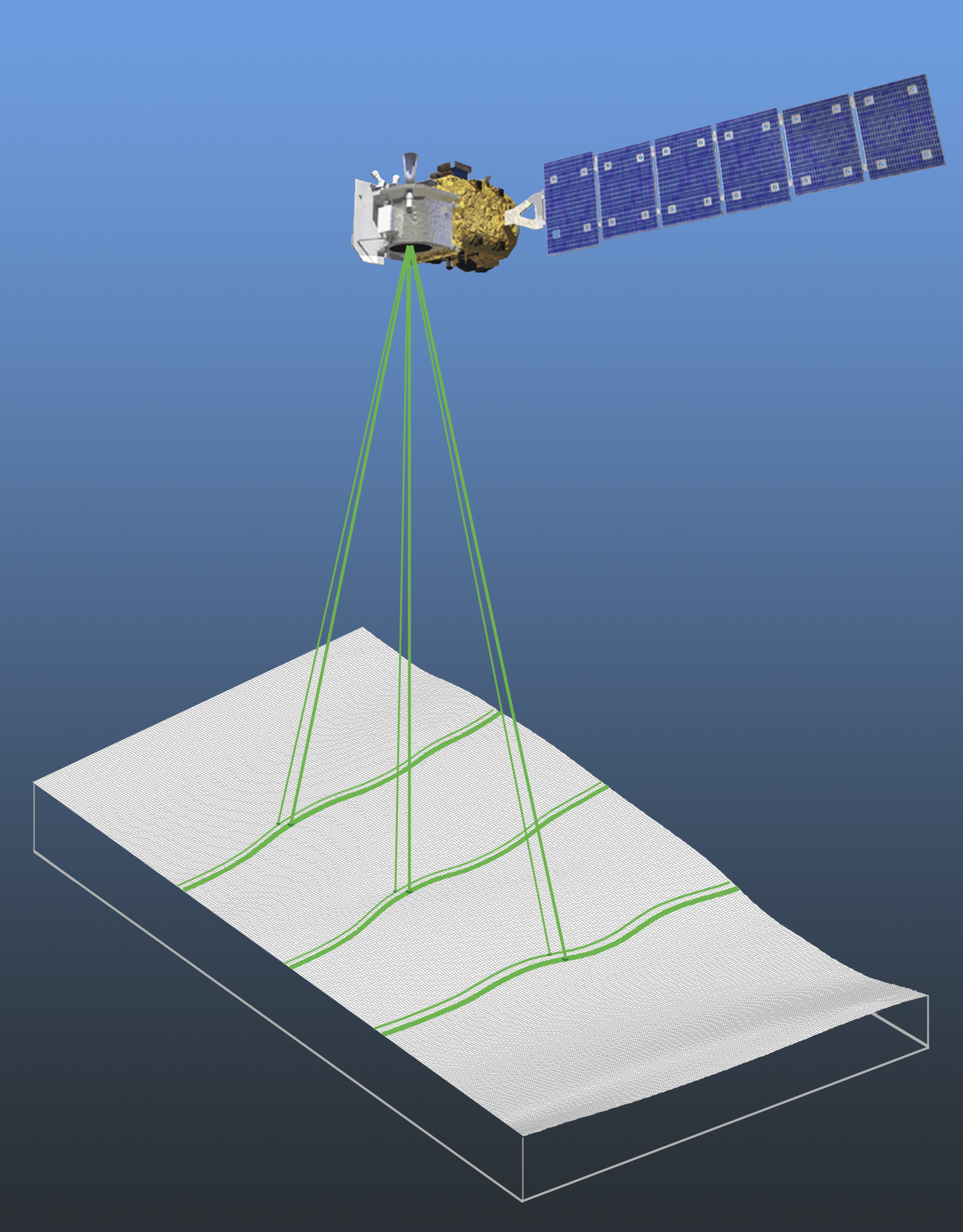
レーザー照射の模式図

- 先進地形レーザー高度計 Advanced Topographic Laser Altimeter System (ATLAS)

マルチビームライダー。発振した可視緑色光（波長532nm）のレーザーを回折光学素子(DOE)により6本のビームに分割し、90m間隔のビーム2本をペアとして、衛星の鉛直直下を中心とした3km間隔の3列に照射する。各ビームは地表面で直径10mのフットプリントとなり、レーザーパルスの周期10kHz(毎秒10,000回のパルス送出)により、衛星の進行方向について0.7m間隔のサンプリングが行われる。ATLASは口径80cmのベリリウム製主鏡を持つ反射望遠鏡によってこのフットプリントの反射と散乱光を捉え光子カウントによって検出。レーザー照射から地表で反射した光子が衛星に戻って検出されるまでの時間（約3.3ミリ秒）を10億分の1秒の精度で計測して各観測点の高度を決定する。開発・設計はFibertek社が担当。装置の組み立てはゴダード宇宙飛行センターにおいて行われた。